# Ковінгтон (Вашингтон)
Ковінгтон (англ. Covington) — місто (англ. city) в США, в окрузі Кінг штату Вашингтон. Населення — 20 777 осіб (2020).

## Географія
Ковінгтон розташований за координатами 47°21′53″ пн. ш. 122°6′16″ зх. д. / 47.36472° пн. ш. 122.10444° зх. д. (47.364791, -122.104563).  За даними Бюро перепису населення США в 2010 році місто мало площу 15,44 км², з яких 15,18 км² — суходіл та 0,25 км² — водойми.

## Демографія
Згідно з переписом 2010 року, у місті мешкало 17 575 осіб у 5817 домогосподарствах у складі 4649 родин. Густота населення становила 1138 осіб/км².  Було 6081 помешкання (394/км²).
Расовий склад населення:
| - 76,1 % — білих - 8,5 % — азіатів - 4,2 % — чорних або афроамериканців - 0,8 % — корінних американців - 0,6 % — вихідців з тихоокеанських островів - 3,9 % — осіб інших рас |

До двох чи більше рас належало 5,8 %. Частка іспаномовних становила 9,3 % від усіх жителів.
За віковим діапазоном населення розподілялося таким чином: 28,6 % — особи молодші 18 років, 65,1 % — особи у віці 18—64 років, 6,3 % — особи у віці 65 років та старші. Медіана віку мешканця становила 34,7 року. На 100 осіб жіночої статі у місті припадало 100,0 чоловіків;  на 100 жінок у віці від 18 років та старших — 97,2 чоловіків також старших 18 років.
Середній дохід на одне домашнє господарство  становив 94 857 доларів США (медіана — 87 811), а середній дохід на одну сім'ю — 101 824 долари (медіана — 94 647). Медіана доходів становила 62 352 долари для чоловіків та 46 691 долар для жінок. За межею бідності перебувало 8,2 % осіб, у тому числі 11,9 % дітей у віці до 18 років та 5,0 % осіб у віці 65 років та старших.
Цивільне працевлаштоване населення становило 9695 осіб. Основні галузі зайнятості: освіта, охорона здоров'я та соціальна допомога — 19,1 %, виробництво — 17,1 %, роздрібна торгівля — 14,8 %.